# Paracontias rothschildi
Paracontias rothschildi är en ödleart som beskrevs av  François Mocquard 1905. Paracontias rothschildi ingår i släktet Paracontias och familjen skinkar. IUCN kategoriserar arten globalt som akut hotad.
Artens utbredningsområde är norra Madagaskar. Inga underarter finns listade i Catalogue of Life.